# بخش متروپولیتن کامروپ
بخش متروپولیتن کامروپ (به انگلیسی: Kamrup Metropolitan district) یک منطقهٔ مسکونی در هند است که در Lower Assam Division واقع شده‌است. بخش متروپولیتن کامروپ ۱٬۵۲۷٫۸۴ کیلومتر مربع مساحت و ۱٬۲۵۳٬۹۳۸ نفر جمعیت دارد.